# ۱۶۱۴ (میلادی)
۱۶۱۴ (میلادی) هزار و ششصد  و چهاردهمین سال تقویم میلادی است.

## درگذشتگان
- ۲۱ اوت – الیزابت باتوری، الیزابت باتوری (ز. ۱۵۶۰)
- ۷ آوریل – ال گرکو، معمار، نقاش، و مجسمه‌ساز اسپانیایی (ز. ۱۵۴۱)
- ۱۵ ژوئیه – پیر دو بوردی، نویسنده و تاریخ‌نگار فرانسوی